# Austrolabrus maculatus
Austrolabrus maculatus е вид лъчеперка от семейство Labridae, единствен представител на род Austrolabrus.

## Разпространение
Видът е разпространен в Австралия.